# 에리크 바이
에리크 베르트랑 바이(프랑스어: Eric Bertrand Bailly, 1994년 4월 12일 ~ )는 스페인 라리가의 레알 오비에도에서 센터 백으로 활약하고 있는 코트디부아르의 축구 선수이다.
그는 에스파뇰에서 첫 성인 데뷔전을 치렀고, 2015년 겨울 이적시장을 통해 비야레알로 이적하여 2015-16 시즌 주전 센터 백으로 자리잡았다. 2016년 6월 8일 그는 조제 모리뉴의 첫 영입 선수로 맨체스터 유나이티드에 입성하였다.
맨유에 합류 이후, 프리 시즌이 시작되자 발빠른 적응력을 보여 FA 채리티/커뮤니티 실드 우승을 이끌었고, 리그에서도 안정적인 수비를 보여주며 2016년 맨유 8월의 선수로 선정되는 등 맹활약을 펼치는 등 맨유의 핵심 수비수로 거듭났다. 그리고 2017년 8월 19일(한국시각)에 열린 스완지 시티와의 리그 2라운드 경기에서 맨유 유니폼을 입고, 68경기 만에 데뷔 골을 기록했다.

## 경력 통계

### 클럽
2016년 6월 8일 기준
| 클럽                | 시즌      | 리그              | 리그 | 리그 | 컵   | 컵 | 국제 대회 | 국제 대회 | 합계 | 합계 |
| 클럽                | 시즌      | 리그              | 출장 | 골   | 출장 | 골 | 출장      | 골        | 출장 | 골   |
| ------------------- | --------- | ----------------- | ---- | ---- | ---- | -- | --------- | --------- | ---- | ---- |
| 에스파뇰 B          | 2013–14   | 세군다 디비시온 B | 20   | 0    | —    | —  | —         | —         | 20   | 0    |
| 에스파뇰 B          | 2014–15   | 세군다 디비시온 B | 1    | 0    | —    | —  | —         | —         | 1    | 0    |
| 에스파뇰 B          | 합계      | 합계              | 21   | 0    | —    | —  | —         | —         | 21   | 0    |
| 에스파뇰            | 2014–15   | 프리메라리가      | 5    | 0    | 0    | 0  | —         | —         | 5    | 0    |
| 비야레알            | 2014–15   | 프리메라리가      | 10   | 0    | 0    | 0  | 1         | 0         | 11   | 0    |
| 비야레알            | 2015–16   | 프리메라리가      | 25   | 0    | 3    | 0  | 7         | 1         | 35   | 1    |
| 비야레알            | 합계      | 합계              | 35   | 0    | 3    | 0  | 8         | 1         | 46   | 1    |
| 맨체스터 유나이티드 | 2016-17   | 프리미어리그      | 0    | 0    | 0    | 0  | 0         | 0         | 0    | 0    |
| 경력 합계           | 경력 합계 | 경력 합계         | 61   | 0    | 3    | 0  | 8         | 1         | 72   | 1    |

### 국가대표
2016년 5월 20일 기준
| 코트디부아르 | 코트디부아르 | 코트디부아르 |
| 년도         | 출장         | 골           |
| ------------ | ------------ | ------------ |
| 2015         | 12           | 0            |
| 2016         | 3            | 0            |
| Total        | 15           | 0            |

## 수상
코트디부아르
- 아프리카 네이션스컵: 2015

맨체스터 유나이티드
- FA 채리티/커뮤니티 실드 : 2016
- EFL컵 : 2017
- UEFA 유로파리그 (1회): 2017

## 사건
2017년 5월 12일 셀타 비고와의 유로파 리그 준결승 2차전에서 셀타비고의 수비수 파쿤도 롱카글리아와 신경전을 벌이다 레드 카드를 받아 퇴장을 당했다. 이후 추가 징계로 2경기 출전 정지를 받아 AFC 아약스와의 유로파 리그 결승전에 뛰지 못했다. 당시 에릭 바이에 대한 인종차별적 발언으로 에릭 바이가 분노를 한 것으로 전해진다.